# Can Saubet
Can Saubet és una masia d'Oristà (Lluçanès) inclosa a l'Inventari del Patrimoni Arquitectònic de Catalunya.

## Descripció
Casa originàriament de planta rectangular ampliada diverses vegades. Primer s'allargà i posteriorment s'adossaren dos cossos avançats a cada un dels extrems del darrere de la casa.
Les diverses construccions es diferencien per la tipologia diversa dels murs, amb més morter a la part central que a les laterals. Les obertures, algunes reformades, estan emmarcades per grans pedres i tenen llindes de pedra o fusta.